# 宇宙へ
『宇宙へ』（そらへ、The Calculating Stars）はアメリカの作家メアリ・ロビネット・コワルによるSF小説。2018年7月3日にトーア・ブックスから出版された。日本では、2020年（令和2年）8月20日の奥付で早川書房から上下巻で翻訳刊行された。本作は「レディ・アストロノート」シリーズの最初の単行本であり、すでに2012年に発表されていた短編「火星のレディ・アストロノート（The Lady Astronaut of Mars）」に繋がる物語である。続編に『火星へ』『無常の月』があり、いずれも早川書房から日本語訳が刊行されている。

## あらすじ
1952年にトマス・E・デューイ大統領によってアメリカ合衆国が宇宙開発競争に勝利して間もなく、隕石がチェサピーク湾に落下し、アメリカ合衆国東海岸のほとんどが消失する。その直後、数学者で元WASPパイロットのユダヤ系アメリカ人女性エルマ・ヨークは隕石落下の結果生じる気候変動によって、50年以内に地球が居住不能になるだろうと計算する。この脅威が宇宙植民の取り組みを加速し、エルマを最初は月に、次に火星に到達しようとする国際航空宇宙連合に参加するように導く。

## 特徴
本作は歴史改変SFであり、巻末には実際のアメリカ史や宇宙開発史と本作の相違点、インスピレーションを得たノンフィクション文献や関連書籍・映画を解説・紹介する「歴史ノート」、および参考文献の一覧表が添えられている。

## 評価
『宇宙へ』は2019年のネビュラ賞 長編小説部門、2019年ローカス賞 SF長編部門、2019年ヒューゴー賞 長編小説部門および2019年のサイドワイズ賞 長編賞を受賞した。
パブリッシャーズ・ウィークリー誌はエルマのパーソナルライフが「終末論的な背景の中心に、魅惑的な人間を提供している」と本作を「傑出した」作品と認めた。
ジェイムズ・ニコルは、歴史的に正確な人種および性差別問題を進んで織り込むことでコワルを称賛した。